# Émeu noir
Dromaius novaehollandiae minor
Sous-espèce
Statut de conservation UICN

 EX  : Éteint
L’Émeu noir (Dromaius novaehollandiae minor, anciennement D. n. ater) est une sous-espèce de l'Émeu d'Australie, éteinte depuis 1822, qui vivait sur King Island, située dans le détroit de Bass (entre l'Australie continentale et la Tasmanie).

## Taxonomie
Dans sa classification version 4.1 (janvier 2014), le Congrès ornithologique international renomme cette sous-espèce en D. n. minor, car le nom D. n. ater Vieillot, 1817 est un nomen novum pour le taxon Dromaius novaehollandiae, et son utilisation pour désigner cette sous-espèce est donc incorrecte.

## Conservation
On ne dispose que d'une seule peau de cette espèce, récoltée par l'expédition française de 1802 conduite par Nicolas Baudin (1754-1803) ; elle a été utilisée pour faire un animal naturalisé qui est aujourd'hui conservé au Muséum national d'histoire naturelle de Paris. Des os ont également été découverts. On attribue sa disparition à sa chasse pour sa chair.

## Description
Il était, avec une hauteur d'un mètre, le plus petit des émeus connus. Il avait un plumage très foncé.

## Historique
L'émeu appartenant au Muséum d'histoire Naturelle et seul exemplaire existant appartenu à Marie Josèphe Rose Tascher de La Pagerie, dite Joséphine de Beauharnais passionnée de botanique.